# Halo (franšíza)
Halo je vojenská sci-fi mediální franšíza vytvořená studiem Bungie. Od roku 2007 ji spravuje a vyvíjí studio 343 Industries společnosti Xbox Game Studios. Příběh her se zaměřuje na mezihvězdnou válku mezi lidstvem a teokratickou aliancí mimozemšťanů pojmenovanou Covenant. Covenant uctívá starověkou civilizaci známou jako Forerunners, kteří zahynuli v boji proti Parazitům (Flood). Tituly se většinou soustředí na dobrodružství Spartana Johna-117, geneticky upraveného supervojáka s hodností hlavního poddůstojníka (Master Chief). Doprovází ho umělá inteligence jménem Cortana. Název franšízy odkazuje na strukturu Halo, gigantický svět ve formě prstenu dříve vytvořeným Forerunners.
Série je často zmiňována jako jedna z nejlepších stříleček z pohledu první osoby na konzolích a je to jeden z vlajkových produktů pro konzole Xbox od Microsoftu. První hra, Halo: Combat Evolved byla nesmírně úspěšná a díky intenzivní marketingové kampani Microsoftu překonala mnohé prodejní rekordy. Halo 3 vydělalo přes 170 milionů dolarů v první den svého vydání, tedy více než rekord stanoveným Halo 2 o tři roky dříve. V roce 2010 Halo: Reach tento rekord překonal s 200 miliony dolarů při vydání. Celosvětově se prodalo více než 81 milionů kopií her této série a tržby odvozených produktů přesáhly čtyři miliardy dolarů.
Kromě her existuje ve franšíze několik románů a komiksů. První román Halo: The Fall of Reach byl (v angličtině) vydán před první videohrou. Dva filmy byly dokonce vydaný ve formátu webové série. Kromě původní trilogie se objevily další hry Halo v jiných žánrech, jako je Halo Wars, strategická hra vyrobená a vyvinutá společností Ensemble Studios. Bungie také přispěla prostřednictvím Halo 3: ODST a Halo: Reach, prequelů k prvním hrám. Licenci plně převzalo studio 343 Industries v roce 2011 . Společnost vyvinula výroční edice prvních dvou her a pokračování Halo 4 a Halo 5: Guardians. Před vydáním také řídilo vývoj dvou her z pohledu třetí osoby, Halo: Spartan Assault a Halo: Spartan Strike ve Vanguard Games.
Nejnovější díl ze série, Halo Infinite, vyšel v listopadu 2021.

## Videohry
| 2001 | Halo: Combat Evolved              |
| 2002 |                                   |
| 2003 |                                   |
| 2004 | Halo 2                            |
| 2005 |                                   |
| 2006 |                                   |
| 2007 | Halo 3                            |
| 2008 |                                   |
| 2009 | Halo Wars                         |
| 2009 | Halo 3: ODST                      |
| 2010 | Halo: Reach                       |
| 2011 | Halo: Combat Evolved Anniversary  |
| 2012 | Halo 4                            |
| 2013 | Halo: Spartan Assault             |
| 2014 | Halo: The Master Chief Collection |
| 2015 | Halo: Spartan Strike              |
| 2015 | Halo 5: Guardians                 |
| 2016 |                                   |
| 2017 | Halo Wars 2                       |
| 2017 | Halo Recruit                      |
| 2018 | Halo: Fireteam Raven              |
| 2019 |                                   |
| 2020 |                                   |
| 2021 | Halo Infinite                     |

Nejnovější díl ze série, Halo Infinite , vyvinutý společností 343 Industries, byl oznámen během E3 2018 a vyšel zdarma v listopadu 2021 jako hra pro více hráčů s možností přikoupit kampaň ve formě DLC.

## Adaptace

### Hraná tvorba

#### Seriál od Paramount+
Dne 21. května 2013 studia Xbox Entertainment Studios a 343 oznámila, že produkční společnost Amblin Television natočí hraný televizní seriál, jehož výkonným producentem se stane Steven Spielberg. Původní název seriálu zněl Halo: The Television Series a Neill Blomkamp měl údajně režírovat jeho pilotní díl. Xbox Entertainment Studios bylo uzavřeno v roce 2014. Později bylo odhaleno, že premiéra seriálu proběhně na americké stanici Showtime.
Dne 24. března 2022 vyšel první díl seriálu na Paramount+.